# 白い荒野 (テレビドラマ)
『白い荒野』（しろいこうや）は、1977年10月7日から1978年3月31日まで、TBS系列の「金8枠」で放送された田宮二郎主演のテレビドラマ。「白いシリーズ」の最終作。全26話。

## あらすじ
仁科純一は毎朝新聞系列下の一流週刊誌『週刊毎朝』の編集長で、それまで常にエリートの道を歩み続けてきた。仁科はある日、モスクワオリンピックのマラソン日本代表候補に上がっている体育教師・田原雄三を取材しに、浜南市の浜南東高校を訪ねた。ところが、仁科と同行していたカメラマンの桜井が偶然、校内のシャワー室で田原と教え子の望月友美が抱き合っているのを目撃した。帰り道、仁科は一人の少女が崖の上から海に飛び込むのを目撃した。その少女は望月友美だった。飛び降りた所には一通の遺書が置いてあった。
後に仁科は妻・美千子と離婚、更に診察によって腫瘍も確認され、命が残り少ないかと悟った仁科は私立高校『西城高校』再建に人生を賭けて教員に転身、田原雄三と同じく浜南東高校の教師・佐伯朋子と共に西城高校に移った。そして仁科は、そこで若者たちの生き方に更に直面していくことになる。仁科を通して、男の栄光と転落、そしてそこからの復活と言った波瀾万丈の軌跡を若者たちの生き方、女たちの愛を絡めながら描いていった。

## キャスト
仁科純一
演 - 田宮二郎
『週刊毎朝』編集長。7年前に結城紀子の父の贈賄事件をスクープした過去があった。その時、紀子と婚約していたが、この時のスクープが元で破局。妻の美智子と離婚した後、自らの人生を賭けて西城高校の教員に転身した。
結城紀子
演 - 松原智恵子
仁科純一の7年前の恋人で、かつて仁科と婚約していた。父は贈賄事件のスクープ記事が元で自殺を遂げた。
田原雄三
演 - 岡本富士太
浜南東高校体育教師で、後に西城高校教師に転職。モスクワオリンピックマラソン日本代表候補。
佐伯朋子
演 - 岡江久美子
浜南東高校教師で、田原の恋人。田原と共に西城高校教師に転職。
光沢
演 - 伴淳三郎
仁科の恩師。仁科に西城高校赴任を助言し、サポートする。
望月友美
演 - 斉藤友子
望月ひろみ
演 - 神保美喜
望月友美の姉。
寺島和也
演 - 森島一夫
浜南東高校生徒。
桜井
演 - 永井秀和
カメラマン
結城俊作
演 - 長門裕之
結城病院院長。
しの
演 - 南美江
尾形（仁科）美千子
演 - 野際陽子
尾形の妻であったが、後に離婚する。
望月藤吉郎
演 - ハナ肇
浜南東高校PTA会長。
大友専務
演 - 山内明
仁科の上司。
尾形
演 - 中村竹弥
仁科の義父（美千子の父）で、政界のボス的存在の人物。
結城清子
演 - 北城真紀子
紀子の母。
仁科明
演 - 須田圭一
仁科と紀子の間に生まれた、二人の婚約時に居た息子。
飯塚
演 - 穂積隆信
紀子の叔父。
宮崎
演 - 佐藤蛾次郎
東京に住んでいる、田原の友人。
高見沢
演 - 田中健
田原と共にモスクワオリンピックのマラソン日本代表候補になっていた選手。
松永省吾
演 - 天津敏
寺島和也の実の父。
中沢
演 - 青木義朗
毎朝新聞運動部記者。
高坂
演 - 森幹太
東京医科大学病院の教授。
田原節
演 - 菅井きん
田原雄三の母。
トミ子
演 - 相本久美子
浅川由美
演 - 堀智子
西城高校生徒。
浅川義男
演 - 金井大
由美の父。
浩
演 - 草川祐馬
由美の男友達。
その他
演 - マッハ文朱、庄司永建、露原千草、松本幸男、新城美奈子、原あけみ、三上剛、大矢甫、斉藤真、中田博久、藤井智憲、柿沼大介、長島隆一、矢野間啓治、稲川順子、外野村晋、五十嵐美恵子、藤岡麻里、鳥居秀光、泉福英理子、林田昭彦、桂美緒、飯村美代子、千歩憲生、水島文夫、湊俊一、石井富子、夢ひこの、若原初子、村野奈々美、小倉雄三、丘ゆり子、福崎和宏、谷山三朗、三浦リカ、益田愛子、西川敬三郎、峰洋子、岩田博行、宗方奈美

## スタッフ
- 原案：山田信夫、重森孝子
- 監督：富本壮吉、降旗康男、大槻義一、井上梅次、青木敏
- 脚本：山田信夫、重森孝子、秋川峻
- 音楽：青山八郎
- ナレーター：鈴木史朗
- プロデューサー：中島正幸、熊谷健、岡本俊次、鈴野尚志
- プロデューサー補：菅原郷史
- 助監督：浦井孝行、青木敏
- 制作主任：水谷務、福士茂
- 選曲：山川繁
- 整音：黒丸治夫
- 撮影技術：片岡二郎、小原治夫
- 照明：岡庭正隆
- 録音：熊谷宏
- 編集：清水邦夫
- 現像所：TBS映画社
- 美術：筒井増男、美建興業、京都衣裳、川口カツラ、高津装飾美術
- 制作協力：田宮企画
- 制作：国際放映、TBS

## 主題歌
- 岸田智史：「愛を告げる」（作詞：有馬三恵子、作曲：岸田智史、編曲：川村栄二　発売：CBSソニー）

## サブタイトル
| 話数 | 放送日         | サブタイトル               | 脚本               | 監督             | 視聴率 |
| ---- | -------------- | -------------------------- | ------------------ | ---------------- | ------ |
| 1    | 1977年10月7日  | ある女子高校生の遺書       | 山田信夫、重森孝子 | 富本壮吉         | 11.2%  |
| 2    | 1977年10月14日 | 勇気ある告白               | 山田信夫、重森孝子 | 降旗康男         | 10.0%  |
| 3    | 1977年10月21日 | 海辺の殺意                 | 山田信夫、重森孝子 | 降旗康男         |        |
| 4    | 1977年10月28日 | 飛べないカモメ             | 重森孝子           | 大槻義一         |        |
| 5    | 1977年11月4日  | 愛の秘密                   | 重森孝子           | 大槻義一         |        |
| 6    | 1977年11月11日 | 許せない! 退学処分         | 重森孝子           | 井上梅次         |        |
| 7    | 1977年11月18日 | 悲しみのマラソンランナー   | 重森孝子           | 井上梅次         |        |
| 8    | 1977年11月25日 | 栄光がくずれる日           | 重森孝子           | 大槻義一         |        |
| 9    | 1977年12月2日  | 母さん・死なないで         | 重森孝子           | 大槻義一         |        |
| 10   | 1977年12月9日  | さようならマラソン先生     | 秋川峻             | 降旗康男         |        |
| 11   | 1977年12月16日 | あばかれた過去の秘密       | 秋川峻             | 降旗康男         |        |
| 12   | 1977年12月23日 | まだ見ぬ父はどこに?        | 重森孝子           | 大槻義一         |        |
| 13   | 1977年12月30日 | 木枯らしに父を呼ぶ声       | 重森孝子           | 大槻義一         |        |
| 14   | 1978年1月6日   | 友よ春に向かって           | 重森孝子           | 降旗康男、青木敏 |        |
| 15   | 1978年1月13日  | 誘拐されたあいつの叫び     | 重森孝子           | 降旗康男         |        |
| 16   | 1978年1月20日  | 明日なき命と知った夜       | 重森孝子           | 井上梅次         |        |
| 17   | 1978年1月27日  | 男が怒りに燃える時         | 重森孝子           | 井上梅次         |        |
| 18   | 1978年2月3日   | 鹿児島 愛と逃亡の旅        | 重森孝子           | 大槻義一         |        |
| 19   | 1978年2月10日  | 南の果て愛が燃えた         | 重森孝子           | 大槻義一         | 5.7%   |
| 20   | 1978年2月17日  | 初恋にさようなら           | 重森孝子           | 降旗康男         |        |
| 21   | 1978年2月24日  | いのちある日に歌え!        | 重森孝子           | 降旗康男         |        |
| 22   | 1978年3月3日   | 若くて悪くて可愛いこいつら | 重森孝子           | 大槻義一         |        |
| 23   | 1978年3月10日  | 青春のとりでを守れ!        | 重森孝子           | 大槻義一         |        |
| 24   | 1978年3月17日  | 春風にそむいた天使たち     | 重森孝子           | 井上梅次         |        |
| 25   | 1978年3月24日  | 愛が舞いおりた             | 重森孝子           | 井上梅次         |        |
| 26   | 1978年3月31日  | いつか緑の草原に           | 重森孝子           | 青木敏、降旗康男 |        |

## DVD
- 白い荒野 DVD-BOX （6枚組、2004年6月23日　発売元：エムスリイエンタテインメント　販売元：クラウン徳間ミュージック販売　MRBF-1003）

## 前後番組
| TBS系 金曜20時枠 | TBS系 金曜20時枠 | TBS系 金曜20時枠 |
| 前番組           | 番組名           | 次番組           |
| ---------------- | ---------------- | ---------------- |
| 白い波紋         | 白い荒野         | 七人の刑事       |